# Festuca kolymensis
Festuca kolymensis là một loài thực vật có hoa trong họ Hòa thảo. Loài này được Drobow mô tả khoa học đầu tiên năm 1915.